# Ujala Radio
Ujala Radio (UR) is een regionale Hindoestaanse radiozender in Noord-Holland, Flevoland en op het internet. Ujala Radio richt zich met name op de liefhebbers van het Bollywoodgenre.
De zender werd op 2 april 2002 opgericht. Hij verzorgt voor een breed publiek 24 uur per dag uitzendingen vanuit Amsterdam via de ether, kabel en internet.
De programma’s worden gepresenteerd in het Nederlands, Sarnami, Hindi en Urdu.
Op een geschat aantal van 30.000 inwoners van Hindoestaanse afkomst in Amsterdam en Almere beweert Ujala Radio een marktaandeel van ruim 95% te hebben. De zender is actief betrokken bij het organiseren van Hindoestaanse evenementen. Als doelgroepzender draagt hij bij aan de culturele diversiteit in de Nederlandse media.

## Communicatiekanaal voor Hindoestanen in Nederland
Radio vervult een belangrijke rol in de communicatie voor de Hindoestanen in Nederland. Het is van oudsher (India en Suriname) de belangrijkste informatiebron voor Hindoestanen. Komt er bijvoorbeeld iemand te overlijden, dan zal men geen rouwadvertentie aantreffen in gedrukte media. Dit wordt traditioneel via de radio bekendgemaakt. Ook een huwelijk of een geboorte van een kind zal op deze wijze bekend worden gemaakt. Daarom worden drie keer per dag familieberichten verzorgd.